# Selena, la série
Selena, la série (Selena: The Series) est une série télévisée américaine  créée par Moisés Zamora et diffusée à partir du 4 décembre 2020 sur Netflix, incluant les pays francophones.
Composée de deux parties, la série raconte la vie de la chanteuse américaine Selena Quintanilla, dite Selena. Elle suit son parcours de son ascension à sa mort en 1995. Il s'agit du second biopic considéré comme officiel après le film Selena (1997), les deux ayant été validés et co-produits par des membres de la famille Quintanilla.

## Synopsis
La série raconte l'histoire de la chanteuse américaine d'origine mexicaine Selena Quintanilla, de son enfance à son ascension vers la gloire, ainsi que les choix difficiles et déchirants qu'elle et sa famille ont fait pour arriver à se faire connaitre.

## Fiche technique
- Titre original : Selena: The Series
- Titre français : Selena, la série
- Création : Moisés Zamora
- Réalisation : Hiromi Kamata (13 épisodes) et Katina Medina Mora (5 épisodes)
- Direction artistique : Hector H. Rivera
- Décors : Carlos Benassini
- Costumes : Adela Cortázar
- Casting : Carla Hool
- Musique : Camilo Froideval et Dan Zlotnik
- Production : Luisa Gomez de Silva, Lisa Matsukawa et Eddie Serrano
  - Producteur délégués : Jamie Davila, Rico Martinez, Suzette Quintanilla, Simran A. Singh, Hiromi Kamata et Moisés Zamora
- Sociétés de production :  Guirnalda Studios, Campanario Entertainment et Baja Studios
- Sociétés de distribution : Netflix
- Pays d'origine :  États-Unis
- Langue originale : anglais et espganol
- Format : couleur - 2.20 : 1 - 4K - son Dolby Digital 5.1
- Genre : Drame biographique et musical
- Durée : 32-40 minutes
- Date de première diffusion : 4 décembre 2020 (Netflix)

 Sauf indication contraire, les informations mentionnées dans cette section peuvent être confirmées par la base de données cinématographiques IMDb,  présente dans la section « Liens externes ».

## Distribution

### Acteurs principaux
- Christian Serratos : Selena Quintanilla
- Madison Taylor Baez : Selena, jeune
- Gabriel Chavarria : Abraham Quintanilla III
- Juan Martinez : Abraham III, jeune
- Ricardo Chavira : Abraham Quintanilla Jr.
- Brandol Ruiz : Abraham, jeune
- Noemi Gonzalez (en) : Suzette Quintanilla
- Daniela Estrada : Suzette, jeune
- Seidy López (en) : Marcella Quintanilla
- Aneasa Yacoub : Marcella, jeune

### Acteurs récurrents
- Hunter Reese Peña : Ricky Vela
- Luis Bordonada : Johnny Canales
- Paul Rodriguez : Roger Garcia
- Carlos Alfredo Jr. : Joe Ojeda
- Julio Macias (en) : Pete Astudillo
- Gladys Bautista : Vangie
- Jesse Posey : Chris Pérez
- Rico Arago : José Behar
- Christian Escobar : Bill Arriaga
- Natasha Perez : Yolanda Saldívar

## Production

### Développement
En décembre 2018, Netflix annonce la commande de la série. Il est dévoilé qu'elle serait produite par Campanario Entertainment avec la participation du père de la chanteuse, Abraham Quintanilla Jr., et sa sœur, Suzette Quintanilla.
Comme le film de 1997, Selena, le projet est annoncé comme étant officiel et autorisé par la famille de Selena, contrairement à la série télévisée El secreto de Selena que la famille a publiquement condamné. Il est également confirmé que la série sera uniquement composée de deux saisons, afin de couvrir toute la carrière de la chanteuse, jusqu'à son assassinat en 1995.

### Distributions des rôles
En août 2019, Christian Serratos signe pour le rôle de Selena Quintanilla. Noemi Gonzalez est annoncée dans le rôle de  Suzette Quintanilla et Seidy López dans celui de sa mère, Marcella. Gabriel Chavarria et Ricardo Chavira rejoignent le projet pour jouer respectivement le frère et la père de la chanteuse.
Plus tard, Julio Macias, Jesse Posey, Hunter Reese Peña, Carlos Alfredo Jr. et Paul Rodriguez sont annoncés pour jouer des proches de la famille Quintanilla, tandis que Juan Martinez et Daniela Estrada interpréteront des versions jeunes de certains personnages.

## Épisodes
| Saisons | Saisons | Nombre d'épisodes | Diffusion originale |
| ------- | ------- | ----------------- | ------------------- |
|         | 1       | 9                 | 4 décembre 2020     |
|         | 2       | 9                 | 4 mai 2021          |

### Première saison:Partie 1(2020)
Composée de neuf épisodes, cette première partie suit les débuts de Selena Quintanilla.
1. Un rêve devenu réalité (Daydream)
2. Dame Un Beso
3. Et la gagnante est... (And the Winner is...)
4. Première Partie (Opening Act)
5. Dulce Amor
6. My Love
7. Cuisine maison (Fideo)
8. La Ruée vers l'or (Gold Rush)
9. Qué Creías

### Deuxième saison:Partie 2(2021)
Composée de neuf épisode, cette deuxième et dernière partie se concentre sur la carrière de Selena, de son troisième album à son assassinat en 1995.
1. Como la Flor
2. Mon univers (Enter My World)
3. L'Appel (The Call)
4. Petites bulles minuscules (Itty Bitty Bubbles)
5. Oh non (Oh No)
6. Le Plus Beau (Lo más bello)
7. Si una vez
8. L'Astrodome (Astrodome)
9. Quand tout le monde est endormi (When All the World is Sleeping)

## Autour de la série

### Bande originale
| 1.    | Como la flor                   | Selena                     | 3:04 |
| 2.    | Dame Un Beso                   | Selena y Los Dinos         | 3:53 |
| 3.    | La Bamba                       | Selena                     | 3:54 |
| 4.    | Quiero                         | Selena                     | 3:13 |
| 5.    | Terco Corazón                  | Selena                     | 2:50 |
| 6.    | Yo Fui Aquella                 | Selena                     | 3:04 |
| 7.    | My Love                        | Selena y Los Dinos         | 3:48 |
| 8.    | Besitos                        | Selena y Los Dinos         | 2:23 |
| 9.    | Sukiyaki                       | Selena y Los Dinos         | 2:59 |
| 10.   | Ámame, Quiéreme                | Selena y Los Dinos         | 2:51 |
| 11.   | I Could Fall In Love           | Selena                     | 4:39 |
| 12.   | Enamorada De Ti                | Selena                     | 4:01 |
| 13.   | Baila Esta Cumbia              | Selena                     | 2:54 |
| 14.   | Buenos Amigos                  | Selena feat. Álvaro Torres | 4:44 |
| 15.   | Ven Conmigo                    | Selena                     | 2:28 |
| 16.   | La Carcacha                    | Selena                     | 4:10 |
| 17.   | No Quiero Saber (1990 Version) | Selena                     | 2:57 |
| 18.   | Yo Te Amo                      | Selena                     | 3:41 |
| 19.   | Qué Creías                     | Selena                     | 3:35 |
| 20.   | Ámame                          | Selena                     | 3:41 |
| 68:49 |                                |                            |      |

## Accueil

### Critiques
Lors de sa diffusion, la série divise la critique aux États-Unis. Sur le site agrégateur de critiques Rotten Tomatoes, elle recueille une moyenne globale de 26 % de critiques positives.
La première partie recueille 33 % de critiques positives, avec une note moyenne de 5,28/10 sur la base de 33 critiques collectées. Le consensus critique établi par le site résume que « la série n'explore pas en profondeur le personnage de Selena et ne parvient pas à capturer la femme derrière la légende, se contentant d'être uniquement un autre récit sur la vie de la star charismatique au lieu de quelque chose de plus ».
La seconde partie obtient 20 % de critiques positives, avec une note moyenne de 4,42/10 sur la base de 5 critiques, et ne dispose pas d'un consensus.

### Audiences
Le 15 janvier 2021, Netflix annonce que la première partie de la série a été regardée par 25 millions de foyers durant ses vingt-huit premiers jours sur le service.